# Draganić
Draganić ist eine kroatische Gemeinde, die zur Gespanschaft Karlovac gehört.
Die Gemeinde zählt laut Volkszählung im Jahr 2011 2741 Einwohner.